# Godzina halachiczna
Godzina halachiczna – zwana szaa zmanit (godziną okresową), to jedna dwunasta część dnia (czyli czasu od wschodu słońca do jego zachodu). Okres ten nie jest równy 60 minutom, ale zmienia się w zależności od pory roku i tak odpowiednio trwa krócej w zimie, a dłużej w lecie. Konsekwentnie godziny halachiczne są odrębnie liczone dla poszczególnych lokalizacji.